# Pico das Camarinhas
O Pico das Camarinhas é uma elevação portuguesa localizada na freguesia açoriana dos Ginetes, concelho de Ponta Delgada, ilha de São Miguel, arquipélago dos Açores, que se encontra classificada como Monumento Natural Regional o juntamente com a fajã lávica da Ponta da Ferraria.
Este acidente geológico tem o seu ponto mais elevado a 219 metros de altitude acima do nível do mar e é importante, não pela sua altitude, mas pelas suas raras rochas granulares ricas em olivina e piroxena, formadas em profundidade e trazidas à superfície na sequência de episódios vulcânicos a que corresponde a um cone de escórias basálticas
No ano de 1713 este Vulcão entrou em erupção emitindo lamas e gases. Após várias semanas de actividade em que aconteceram vários contínuos abalos, em finais de Dezembro de 1713 apareceram nas faldas do Pico das Camarinhas "lamas quentes" e gases, tendo a manifestação vulcânica ficado por essa fase. A crise sísmica destruiu muitas casas nos Ginetes, Mosteiros e Candelária.